# Tenasserim (ciutat)
Tenasserim o Taniantharyi és una ciutat de Birmània al districte de Mergui o Myeik, capital del township del mateix nom. És a la confluència entre el Gran Tenasserim i el Petit Tenasserim que formen el riu Tenasserim, a uns 65 km al sud-est de la ciutat de Myeik o Mergui. La seva població actual s'estima per sota dels deu mil habitants. Fou fundada pels siamesos el 1373; estava rodejada d'una muralla de rajola amb una àrea interior de 6,5 km². El 1759 fou conquerida pel rei birmà Alompra i pocs anys després els habitants foren massacrats pel governador birmà local. Degut a les lluites entre birmans i siamesos entre 1759 i 1823 la ciutat, que en un temps va tenir certa importància, es va despoblar i era un petit poble al final del segle xix. Des de 1826 va estar en mans dels britànics.